# Annebault
Annebault est une commune française, située dans le département du Calvados en région Normandie, peuplée de 502 habitants.

## Géographie
Annebault est située dans le pays d'Auge, à 17 kilomètres de Lisieux.
| Branville |           | Bourgeauville |
|           | Annebault |               |
| Danestal  | Bonnebosq | Valsemé       |

### Hydrographie
La commune est située dans le bassin Seine-Normandie. Elle est drainée par l'Ancre et le ruisseau de la Fontaine Gautier,,.
L'Ancre, d'une longueur de 17 km, prend sa source dans la commune  et se jette  dans la Dives à Varaville, après avoir traversé neuf communes. 

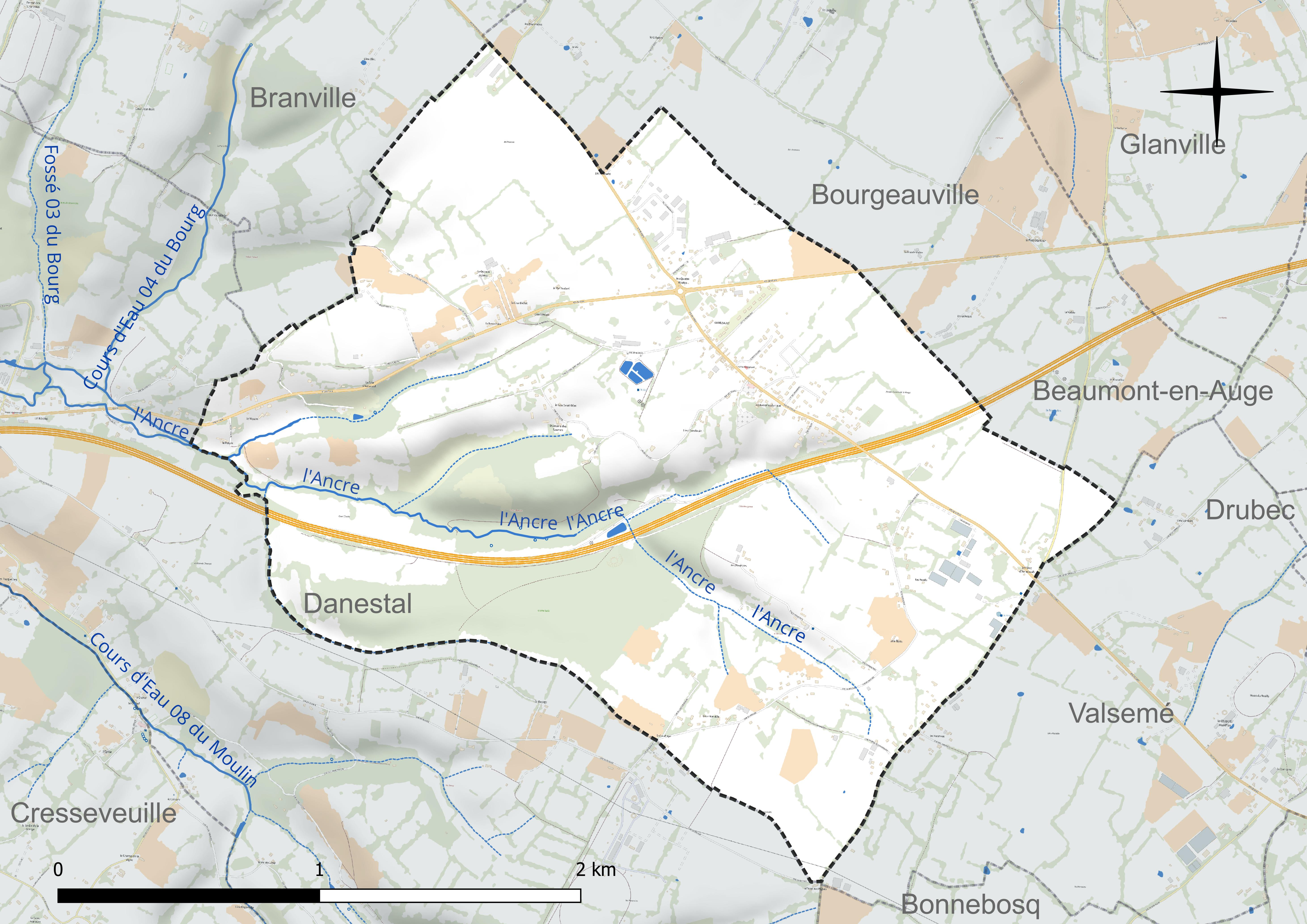
Réseau hydrographique d'Annebault.

### Climat
Pour des articles plus généraux, voir Climat de la Normandie et Climat du Calvados.
En 2010, le climat de la commune est de type climat océanique franc, selon une étude du CNRS s'appuyant sur une série de données couvrant la période 1971-2000. En 2020, Météo-France publie une typologie des climats de la France métropolitaine dans laquelle la commune est exposée à un climat océanique et est dans une zone de transition entre les régions climatiques « Côtes de la Manche orientale » et « Normandie (Cotentin, Orne) ». Parallèlement le GIEC normand, un groupe régional d'experts sur le climat, différencie quant à lui, dans une étude de 2020, trois grands types de climats pour la région Normandie, nuancés à une échelle plus fine par les facteurs géographiques locaux. La commune est, selon ce zonage, exposée à un « climat contrasté des collines », correspondant au Pays d'Auge, Lieuvin et Roumois, moins directement soumis aux flux océaniques et connaissant toutefois des précipitations assez marquées en raison des reliefs collinaires qui favorisent leur formation.
Pour la période 1971-2000, la température annuelle moyenne est de 10,1 °C, avec  une amplitude thermique annuelle de 12,8 °C. Le cumul annuel moyen de précipitations est de 889 mm, avec 12,6 jours de précipitations en janvier et 8,7 jours en juillet. Pour la période 1991-2020, la température moyenne annuelle observée sur la station météorologique la plus proche, située sur la commune de Deauville à 12 km à vol d'oiseau, est de 0,0 °C et le cumul annuel moyen de précipitations est de 0,0 mm. Pour l'avenir, les paramètres climatiques de la commune estimés pour 2050 selon différents scénarios d'émission de gaz à effet de serre sont consultables sur un site dédié publié par Météo-France en novembre 2022.

## Urbanisme

### Typologie
Au 1er janvier 2024, Annebault est catégorisée commune rurale à habitat dispersé, selon la nouvelle grille communale de densité à 7 niveaux définie par l'Insee en 2022.
Elle est située hors unité urbaine. Par ailleurs la commune fait partie de l'aire d'attraction de Trouville-sur-Mer, dont elle est une commune de la couronne,. Cette aire, qui regroupe 35 communes, est catégorisée dans les aires de moins de 50 000 habitants,.

### Occupation des sols
L'occupation des sols de la commune, telle qu'elle ressort de la base de données européenne d'occupation biophysique des sols Corine Land Cover (CLC), est marquée par l'importance des territoires agricoles (89,4 % en 2018), une proportion sensiblement équivalente à celle de 1990 (89,8 %). La répartition détaillée en 2018 est la suivante : 
prairies (66,8 %), zones agricoles hétérogènes (11,4 %), terres arables (11,2 %), forêts (10,2 %), espaces verts artificialisés, non agricoles (0,4 %). L'évolution de l'occupation des sols de la commune et de ses infrastructures peut être observée sur les différentes représentations cartographiques du territoire : la carte de Cassini (XVIIIe siècle), la carte d'état-major (1820-1866) et les cartes ou photos aériennes de l'IGN pour la période actuelle (1950 à aujourd'hui).

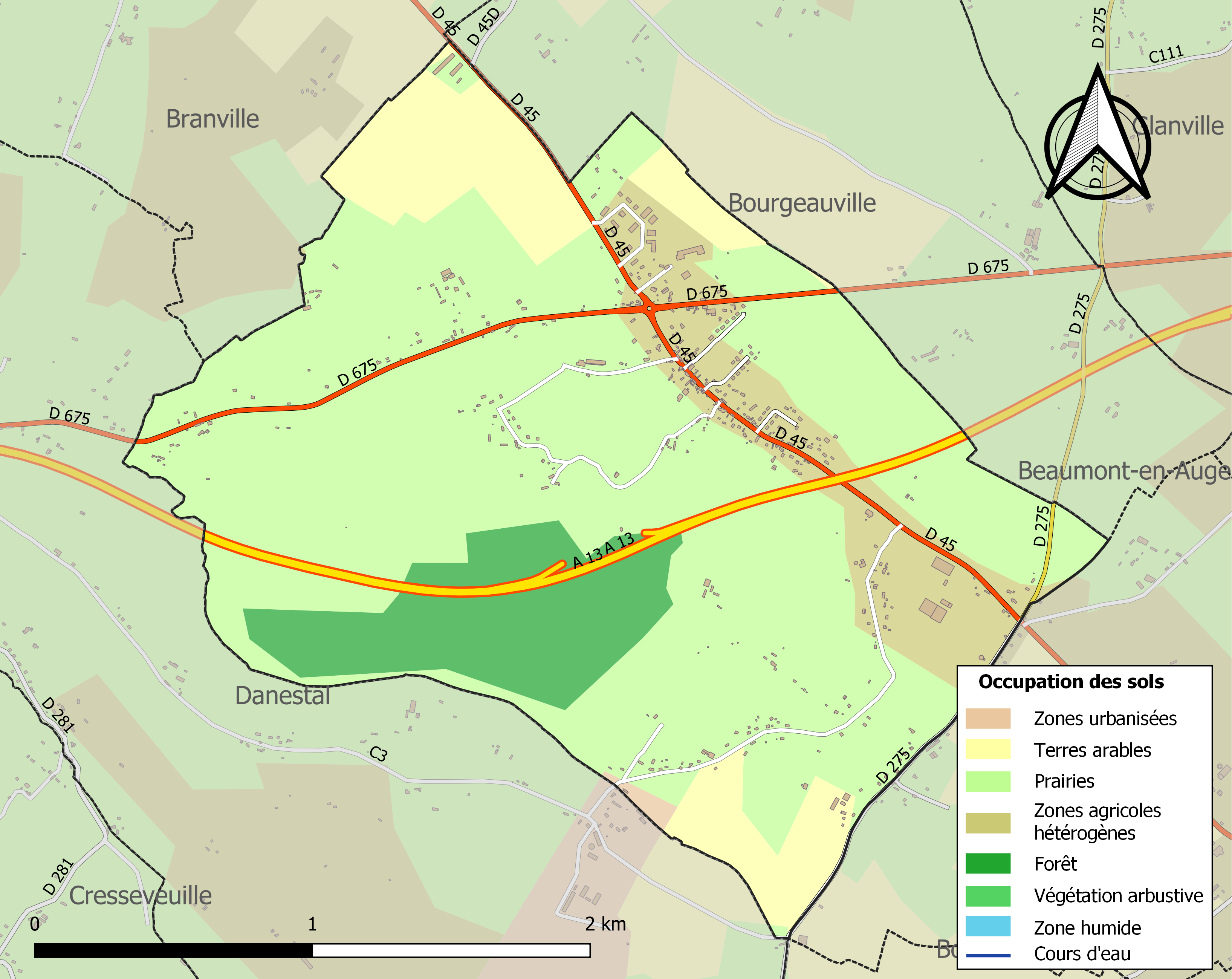
Carte des infrastructures et de l'occupation des sols de la commune en 2018 (CLC).

## Toponymie
Le nom de la localité est attesté sous les formes Sanctus Remigius de Ounebaus, (variantes Olnebac, Olnebanc, Olnebanch, Olnebauch, Ognabac, Ognebac) en  1195; Honnebaucum et Onnebaucum entre 1234 et 1250; Sanctus Remigius de Onnebaut en 1250; Annebault et Annebaut en 1250; Honnebault en 1311; Onnebancum au XIVe siècle; Onnebault en 1579; Annebaut-en-Auge au XVIIIe siècle (Cassini).[réf. incomplète]
René Lepelley propose le vieux norrois almr balkr « cloison d'orme », Ernest Nègre le nom de personne germanique Allinus suivi du vieux norrois bekkr, ruisseau et Albert Dauzat, Charles Rostaing le nom de personne germanique *Hanno suivi du germanique bald, hardi.
Faute de formes anciennes suffisamment précoces et bien caractérisées, aucune de ces hypothèses ne s'avère satisfaisante. L'origine du nom reste donc obscure.

## Politique et administration
| Période                                  | Période   | Identité         | Étiquette | Qualité     |
| ---------------------------------------- | --------- | ---------------- | --------- | ----------- |
| 1995                                     | mars 2008 | Jean-Paul Roinel | UMP       |             |
| mars 2008                                | En cours  | Chantal Leneveu  | SE        | Commerçante |
| Les données manquantes sont à compléter. |           |                  |           |             |

Le nombre d'habitants, au dernier recensement, étant compris entre 100 et 499, le nombre de membres du conseil municipal est de 11.

## Démographie
L'évolution du nombre d'habitants est connue à travers les recensements de la population effectués dans la commune depuis 1793. Pour les communes de moins de 10 000 habitants, une enquête de recensement portant sur toute la population est réalisée tous les cinq ans, les populations de référence des années intermédiaires étant quant à elles estimées par interpolation ou extrapolation. Pour la commune, le premier recensement exhaustif entrant dans le cadre du nouveau dispositif a été réalisé en 2004.
En 2022, la commune comptait 502 habitants, en évolution de +16,74 % par rapport à 2016 (Calvados : +1,58 %, France hors Mayotte : +2,11 %).
| 1793 | 1800 | 1806 | 1821 | 1831 | 1836 | 1841 | 1846 | 1851 |
| ---- | ---- | ---- | ---- | ---- | ---- | ---- | ---- | ---- |
| 547  | 523  | 531  | 478  | 454  | 435  | 437  | 411  | 427  |

| 1856 | 1861 | 1866 | 1872 | 1876 | 1881 | 1886 | 1891 | 1896 |
| ---- | ---- | ---- | ---- | ---- | ---- | ---- | ---- | ---- |
| 420  | 402  | 405  | 405  | 385  | 339  | 338  | 326  | 287  |

| 1901 | 1906 | 1911 | 1921 | 1926 | 1931 | 1936 | 1946 | 1954 |
| ---- | ---- | ---- | ---- | ---- | ---- | ---- | ---- | ---- |
| 305  | 315  | 277  | 241  | 264  | 245  | 250  | 253  | 237  |

| 1962 | 1968 | 1975 | 1982 | 1990 | 1999 | 2004 | 2006 | 2009 |
| ---- | ---- | ---- | ---- | ---- | ---- | ---- | ---- | ---- |
| 246  | 253  | 253  | 259  | 317  | 347  | 388  | 400  | 421  |

| 2014 | 2019 | 2022 | - | - | - | - | - | - |
| ---- | ---- | ---- | - | - | - | - | - | - |
| 425  | 484  | 502  | - | - | - | - | - | - |

## Culture locale et patrimoine

### Lieux et monuments
La commune compte un monument historique :
- les vestiges d'une motte féodale, pouvant dater du Xe siècle, au sud, dans le bois, classée par arrêté du 8 mai 1973[28]. L'ensemble de la fortification médiévale est constitué d'une vaste enceinte circulaire cernée d'un fossé et de la motte, située au nord, plus élevée et entourée d'un second fossé plus profond. La motte est creusée, en son centre, d'un cratère laissant penser qu'il s'agit de la trace de la salle basse du donjon[29].

Monuments non protégés
- Église Saint-Remy XIIIe siècle, remaniée de nombreuses fois au cours des XIVe, XVIIIe et XIXe siècles.

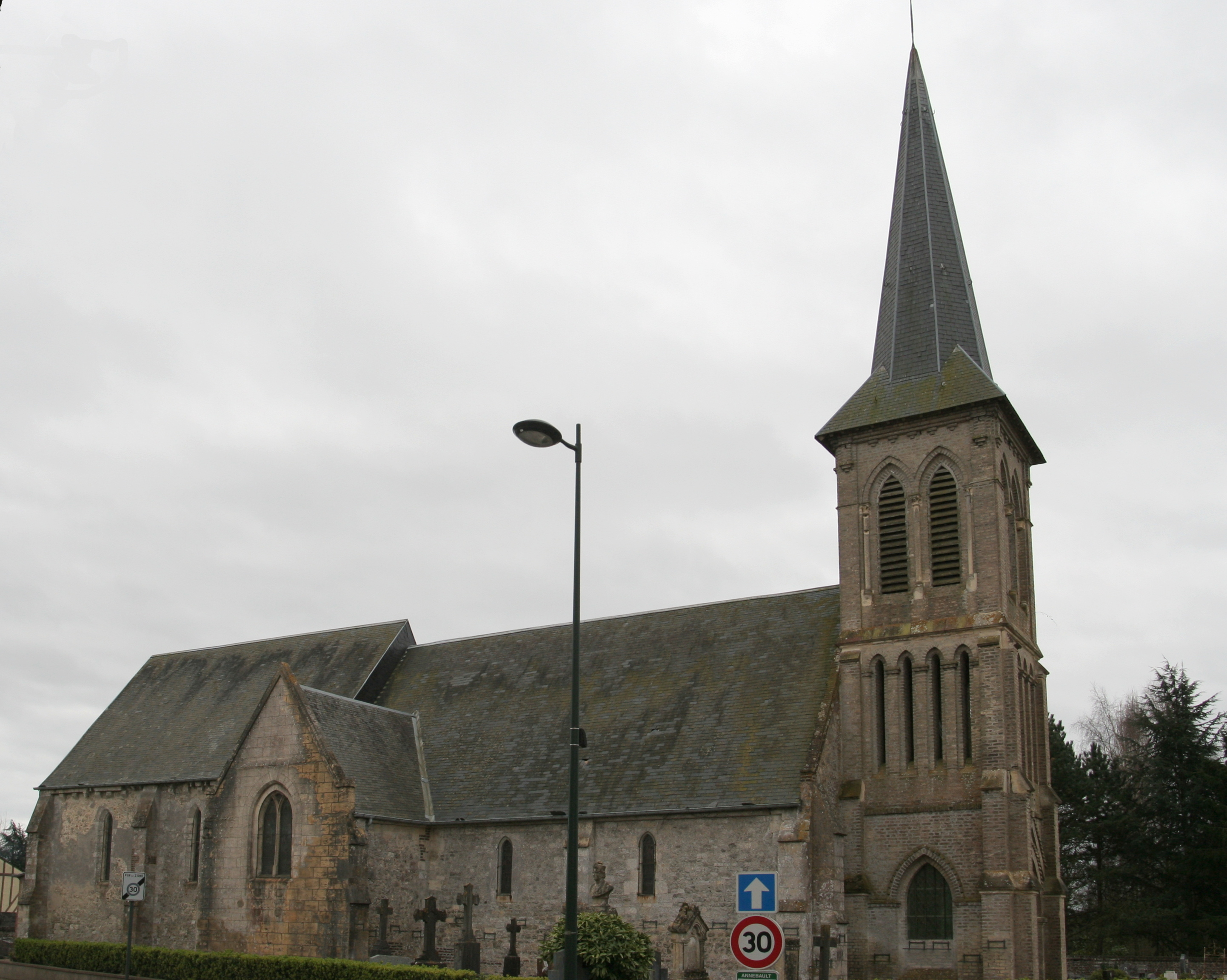
L'église Saint-Remy.
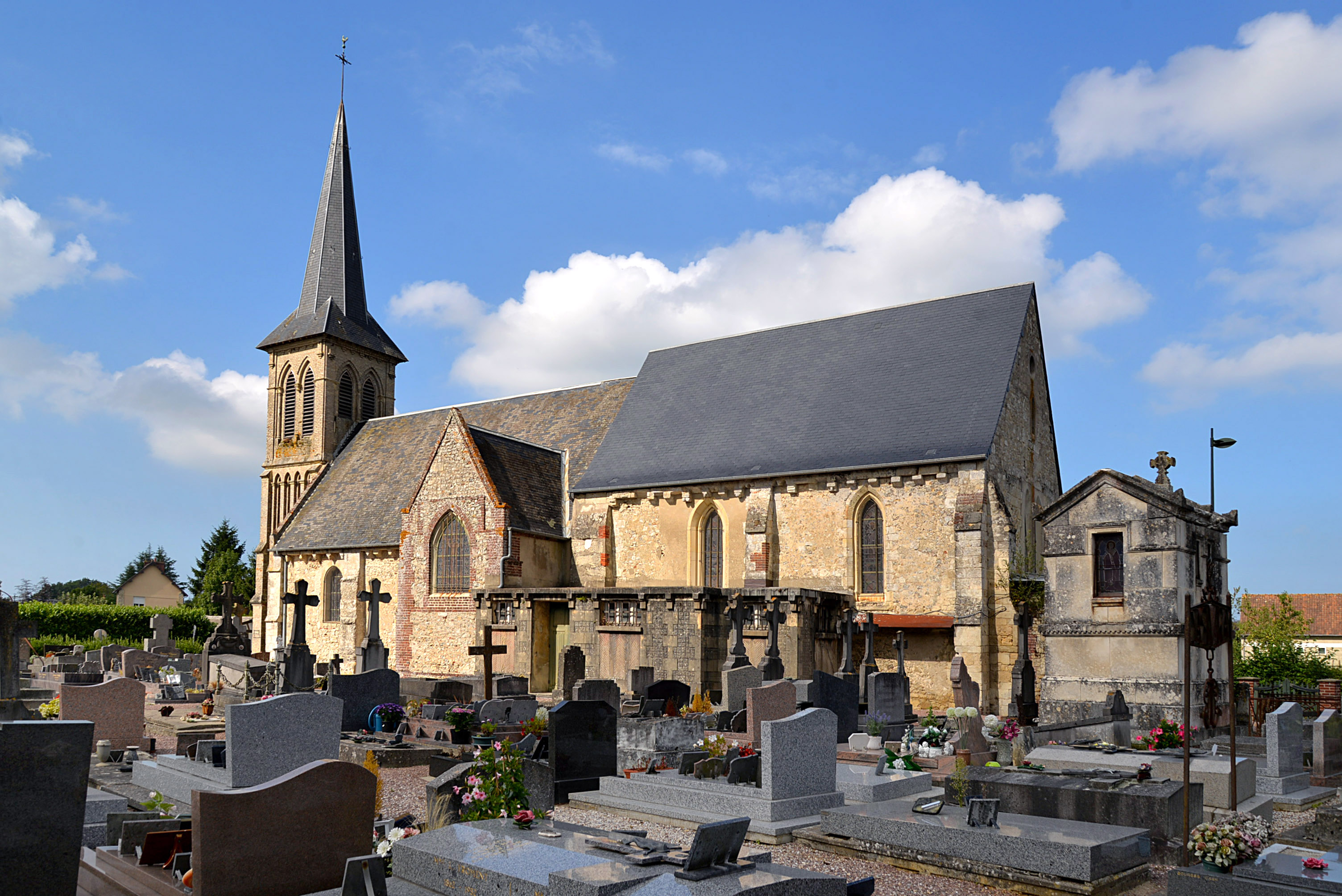
L'église Saint-Remy.

### Personnalités liées à la commune
- Claude d'Annebault (env. 1495-1552) est un militaire français, nommé amiral de France en 1544.
- Bernard Boullard, professeur de biologie végétale.